# Tranoses punctilinea
Tranoses punctilinea là một loài bướm đêm trong họ Noctuidae.